# Романовка (Бурятия)
Рома́новка — село в Баунтовском эвенкийском районе Бурятии. Образует сельское поселение «Витимское».

## География
Село расположено в 420 км к северо-востоку от Улан-Удэ, в 10 км восточнее границы с Еравнинским районом, на обоих берегах Витима при впадении в него реки Холой, бегущей из Еравнинских озёр. По правобережной, западной половине села проходит автодорога регионального значения Р436 Улан-Удэ — Романовка — Чита. От левого восточного берега, от моста через Витим, в северо-восточном направлении начинается автодорога Р437 Романовка — Багдарин. Расстояние до районного центра — села Багдарин — 172 км.
Климат — резко континентальный. Абсолютная высота над уровнем моря — 870 м.

## История
Село было основано в 1907 году. В память о проезжавшем чуть южнее по тракту через эти края цесаревиче Николае Александровиче в Романовке была возведена церковь, разрушенная в советский период.
В 2007 году местные жители загорелись идеей восстановления церкви.. К 2013 году в рамках подготовки к празднованию 400-летия царствования дома Романовых был выигран грант на 250 тыс. рублей, что позволило приступить к строительству храма во имя страстотерпца Николая.
Прежде связь через Витим осуществлялась по пешеходному мосту, на реке действовала паромная и ледовая переправы. В 2009 году началось сооружение автомобильного моста через реку, которое завершилось уже 16 июня 2009 года. Работы были профинансированы Федеральным агентством по атомной энергии в целях улучшения транспортной инфраструктуры для перевозки серной кислоты и добытых концентратов Хиагдинского месторождения.

## Население
| 2002  | 2010  | 2012  | 2013  | 2014  | 2015  | 2016  |
| ----- | ----- | ----- | ----- | ----- | ----- | ----- |
| 1307  | ↘1283 | ↘1280 | ↘1253 | ↗1260 | ↘1218 | ↘1200 |
| 2017  | 2018  | 2019  | 2020  | 2025  |       |       |
| ↘1198 | ↘1192 | ↘1172 | ↘1164 | ↘1081 |       |       |

## Экономика
Основные виды деятельности населения — сельское хозяйство, заготовка и переработка древесины.

## Церковь
Церковь Царя-страстотерпца Николая — православный храм, освящен в честь Святых Царственных Страстотерпцев, относится к Северобайкальской епархии Бурятской митрополии Русской православной церкви.